# Paul Woei
Paul Woei, voluit Paul Woei A Tsoi (Paramaribo, 31 mei 1938 – aldaar, 18 februari 2024), was een Surinaams beeldend kunstenaar en fotograaf. Hij behoorde tot de succesvolle generatie die rond 1960 begon op te komen met anderen als Erwin de Vries, Rudi Getrouw en Ruben Karsters.

## Biografie
Paul Woei volgde tekenlessen in Hongkong (1948-1952), de Koninklijke Academie van Beeldende Kunsten in Den Haag (1957-1959), de Normaalschool voor Tekenleraren in Amsterdam (1959-1961) en modeltekenen en boetseren aan de Vrije Academie in Den Haag (1961). In 1966 keerde hij terug naar zijn  geboorteland.
Woei maakte zowel beelden in hout en brons, als schilderijen (olieverf, aquarellen) en tekeningen in pastel en potlood. Hij legde zich toe op het vastleggen van de natuur en het volk van zijn land, en maakte vooral indruk met een lange reeks werken waarin hij de bovenlandse inheemsen en hun cultuur vastlegde in heldere kleuren. Zowel in sculpturen als schilderijen en schetsen gaf hij vele variaties van figuren in een hangmat. Daarnaast maakte hij stadsgezichten, vele portretten en naakten. Bij Paul Woei ging het niet primair om de expressie van het eigen innerlijk, maar om de liefdevolle, exacte, vakbekwame vastlegging van wat hij zag.
Van het werk van Woei zijn talloze solo-exposities gemaakt en hij nam deel aan evenzoveel groepsexposities. In 1983 werd hij uitgezonden naar de Biënnale van São Paulo. Zijn werk bevindt zich in collecties over de gehele wereld, maar met name in Suriname, de Verenigde Staten, China, Nederland en België.
Paul Woei schreef ook het literaire verhaal Granbori (Een dag op de Tapanahony), verschenen in de bundel I sa man tra tamara!? (Amsterdam: De Bezige Bij, 1972).
In juni 2022 verscheen een met veel illustraties gesierde kunstboek, waarin zijn levenswerk is verenigd en kennis van de Surinaamse samenleving is verwerkt. Het is getiteld Through the Eyes of Paul Woei. Visual Art Inspired by the Amazon Rainforest and its People. Images of Suriname through Seven Decades. Het werd geschreven door Chandra Binnendijk en Marieke Visser. Publiekelijk werd het uitgegeven in oktober 2023.
In januari 2024, enkele weken voor zijn dood, werd hij door Rotary Paramaribo onderscheiden met de Vocational Excellence Award. Paul Woei overleed op 18 februari 2024 in zijn slaap. Hij is 85 jaar oud geworden.